# 新装回転!ハナシ寿司
『新装回転!ハナシ寿司』（しんそうかいてん!ハナシずし）は、日本テレビで2022年（令和4年）から不定期で放送されているトークバラエティ番組である。

## 出演者

### MC
- 川島明（麒麟）

## 放送リスト
パイロット版
| 回数  | 放送日         | ゲスト | 備考 |
| ----- | -------------- | --- | ---- |
| 第1弾 | 2022年10月29日 | 岡野陽一、国崎和也（ランジャタイ）、昴生（ミキ）、芝大輔（モグライダー）                                                                       |      |
| 第2弾 | 2023年1月21日  | 井口浩之（ウエストランド）、斉藤慎二（ジャングルポケット）、長谷川忍（シソンヌ）、ヒコロヒー、水田信二（和牛）、山添寛（相席スタート）         |      |
| 第3弾 | 2023年12月30日 | 伊藤俊介（オズワルド）、長田庄平（チョコレートプラネット）、せいや（霜降り明星）、津田篤宏（ダイアン）、ヒコロヒー、森田哲矢（さらば青春の光） |      |

## ネット局

### ネクプラ
| 放送対象地域   | 放送局                | 系列           | 放送日時                     | 放送期間       | ネット状況 |
| -------------- | --------------------- | -------------- | ---------------------------- | -------------- | ---------- |
| 関東広域圏     | 日本テレビ（NTV）     | 日本テレビ系列 | 土曜 1:00 - 1:29（金曜深夜） | 2022年10月29日 | 【制作局】 |
| 青森県         | 青森放送（RAB）       | 日本テレビ系列 | 土曜 1:00 - 1:29（金曜深夜） | 2022年10月29日 | 同時ネット |
| 岩手県         | テレビ岩手（TVI）     | 日本テレビ系列 | 土曜 1:00 - 1:29（金曜深夜） | 2022年10月29日 | 同時ネット |
| 宮城県         | ミヤギテレビ（MMT）   | 日本テレビ系列 | 土曜 1:00 - 1:29（金曜深夜） | 2022年10月29日 | 同時ネット |
| 福島県         | 福島中央テレビ（FCT） | 日本テレビ系列 | 土曜 1:00 - 1:29（金曜深夜） | 2022年10月29日 | 同時ネット |
| 新潟県         | テレビ新潟（TeNY）    | 日本テレビ系列 | 土曜 1:00 - 1:29（金曜深夜） | 2022年10月29日 | 同時ネット |
| 長野県         | テレビ信州（TSB）     | 日本テレビ系列 | 土曜 1:00 - 1:29（金曜深夜） | 2022年10月29日 | 同時ネット |
| 静岡県         | 静岡第一テレビ（SDT） | 日本テレビ系列 | 土曜 1:00 - 1:29（金曜深夜） | 2022年10月29日 | 同時ネット |
| 富山県         | 北日本放送（KNB）     | 日本テレビ系列 | 土曜 1:00 - 1:29（金曜深夜） | 2022年10月29日 | 同時ネット |
| 石川県         | テレビ金沢（KTK）     | 日本テレビ系列 | 土曜 1:00 - 1:29（金曜深夜） | 2022年10月29日 | 同時ネット |
| 中京広域圏     | 中京テレビ（CTV）     | 日本テレビ系列 | 土曜 1:00 - 1:29（金曜深夜） | 2022年10月29日 | 同時ネット |
| 鳥取県・島根県 | 日本海テレビ（NKT）   | 日本テレビ系列 | 土曜 1:00 - 1:29（金曜深夜） | 2022年10月29日 | 同時ネット |
| 広島県         | 広島テレビ（HTV）     | 日本テレビ系列 | 土曜 1:00 - 1:29（金曜深夜） | 2022年10月29日 | 同時ネット |
| 山口県         | 山口放送（KRY）       | 日本テレビ系列 | 土曜 1:00 - 1:29（金曜深夜） | 2022年10月29日 | 同時ネット |
| 香川県・岡山県 | 西日本放送（RNC）     | 日本テレビ系列 | 土曜 1:00 - 1:29（金曜深夜） | 2022年10月29日 | 同時ネット |
| 高知県         | 高知放送（RKC）       | 日本テレビ系列 | 土曜 1:00 - 1:29（金曜深夜） | 2022年10月29日 | 同時ネット |
| 福岡県         | 福岡放送（FBS）       | 日本テレビ系列 | 土曜 1:00 - 1:29（金曜深夜） | 2022年10月29日 | 同時ネット |
| 長崎県         | 長崎国際テレビ（NIB） | 日本テレビ系列 | 土曜 1:00 - 1:29（金曜深夜） | 2022年10月29日 | 同時ネット |

### 第2弾
| 放送対象地域 | 放送局            | 系列           | 放送日時                                     | ネット状況 |
| ------------ | ----------------- | -------------- | -------------------------------------------- | ---------- |
| 関東広域圏   | 日本テレビ（NTV） | 日本テレビ系列 | 2023年1月21日 16:00 - 16:55                  | 制作局     |
| 近畿広域圏   | 読売テレビ（ytv） | 日本テレビ系列 | 2023年12月25日（24日・日曜深夜） 1:35 - 2:30 | 遅れネット |

### 第3弾
| 放送対象地域   | 放送局                    | 系列           | 放送日時                      | ネット状況 |
| -------------- | ------------------------- | -------------- | ----------------------------- | ---------- |
| 関東広域圏     | 日本テレビ（NTV）         | 日本テレビ系列 | 2023年12月30日 23:59 - 翌0:59 | 制作局     |
| 北海道         | 札幌テレビ（STV）         | 日本テレビ系列 | 2023年12月30日 23:59 - 翌0:59 | 同時ネット |
| 青森県         | 青森放送（RAB）           | 日本テレビ系列 | 2023年12月30日 23:59 - 翌0:59 | 同時ネット |
| 岩手県         | テレビ岩手（TVI）         | 日本テレビ系列 | 2023年12月30日 23:59 - 翌0:59 | 同時ネット |
| 宮城県         | ミヤギテレビ（MMT）       | 日本テレビ系列 | 2023年12月30日 23:59 - 翌0:59 | 同時ネット |
| 秋田県         | 秋田放送（ABS）           | 日本テレビ系列 | 2023年12月30日 23:59 - 翌0:59 | 同時ネット |
| 山梨県         | 山梨放送（YBS）           | 日本テレビ系列 | 2023年12月30日 23:59 - 翌0:59 | 同時ネット |
| 新潟県         | テレビ新潟（TeNY）        | 日本テレビ系列 | 2023年12月30日 23:59 - 翌0:59 | 同時ネット |
| 長野県         | テレビ信州（TSB）         | 日本テレビ系列 | 2023年12月30日 23:59 - 翌0:59 | 同時ネット |
| 静岡県         | 静岡第一テレビ（SDT）     | 日本テレビ系列 | 2023年12月30日 23:59 - 翌0:59 | 同時ネット |
| 富山県         | 北日本放送（KNB）         | 日本テレビ系列 | 2023年12月30日 23:59 - 翌0:59 | 同時ネット |
| 石川県         | テレビ金沢（KTK）         | 日本テレビ系列 | 2023年12月30日 23:59 - 翌0:59 | 同時ネット |
| 中京広域圏     | 中京テレビ（CTV）         | 日本テレビ系列 | 2023年12月30日 23:59 - 翌0:59 | 同時ネット |
| 近畿広域圏     | 読売テレビ（ytv）         | 日本テレビ系列 | 2023年12月30日 23:59 - 翌0:59 | 同時ネット |
| 鳥取県・島根県 | 日本海テレビ（NKT）       | 日本テレビ系列 | 2023年12月30日 23:59 - 翌0:59 | 同時ネット |
| 山口県         | 山口放送（KRY）           | 日本テレビ系列 | 2023年12月30日 23:59 - 翌0:59 | 同時ネット |
| 徳島県         | 四国放送（JRT）           | 日本テレビ系列 | 2023年12月30日 23:59 - 翌0:59 | 同時ネット |
| 香川県・岡山県 | 西日本放送（RNC）         | 日本テレビ系列 | 2023年12月30日 23:59 - 翌0:59 | 同時ネット |
| 福岡県         | 福岡放送（FBS）           | 日本テレビ系列 | 2023年12月30日 23:59 - 翌0:59 | 同時ネット |
| 長崎県         | 長崎国際テレビ（NIB）     | 日本テレビ系列 | 2023年12月30日 23:59 - 翌0:59 | 同時ネット |
| 熊本県         | くまもと県民テレビ（KKT） | 日本テレビ系列 | 2023年12月30日 23:59 - 翌0:59 | 同時ネット |
| 鹿児島県       | 鹿児島読売テレビ（KYT）   | 日本テレビ系列 | 2023年12月30日 23:59 - 翌0:59 | 同時ネット |

## スタッフ
- 企画：越山理志（第3回、第1,2回はプロデューサー兼務）
- 構成：飯塚大悟、チェ・ひろし
- ナレーション：河出奈都美（日本テレビアナウンサー、第3回）
- TM：木村博靖
- SW：岩永雄允（第2回-）
- CAM：萩野祐也（第3回）
- 音声：木本文子
- VE：寺見遥希（第3回）
- 照明：加藤明穂（第3回）
- 美術プロデューサー：三浦昭彦
- 美術デザイナー：平岡真穂（第3回）
- 大道具：山田一徳
- メイク：星野沙紀（第3回）
- 編集：橋上憲二
- MA：眞坂聡美
- 音効：浅井孟義
- デスク：高桑繭子
- TK：長坂真由美
- 技術協力：NiTRO、スタジオヴェルト
- 美術協力：日テレアート
- 協力：アフロ
- ディレクター：上野雅敬、小潟龍輝/酒井俊也、藤島礼華、長谷川もも（小潟→第2回-、上野・酒井・藤島・長谷川→第3回）
- プロデューサー：森山琢哉（第2回-）、山本玲子/豊田由佳梨
- 演出：安池薫
- チーフプロデューサー：新井秀和
- 制作協力：THE WORKS
- 製作著作：日本テレビ

### 過去のスタッフ
- ナレーション：滝菜月（日本テレビアナウンサー、第1回）、森富美（日本テレビアナウンサー、第2回）
- SW：小林宏義（第1回）
- CAM：大庭茂嗣（第1,2回）
- VE：向山江梨佳（第1回）、天内理絵（第2回）
- 照明：村上洋平（第1,2回）
- 美術デザイナー：高木智恵子（第1,2回）
- メイク：林朋香（第1回）
- 協力：イメージマート（第1,2回）、日刊スポーツ、新潮社（日刊・新潮→第2回）
- ディレクター：大谷稔貴（第1回）、三浦洸（第1,2回）/大住一真（第1,2回）、河原木萌、山木奏太（河原木・山木→第2回）